# گرهارد هویسکن
گرهارد هویسکن (انگلیسی: Gerhard Huisken; ۲۰ مهٔ ۱۹۵۸ – ) دانشمند در زمینه ریاضیات اهل آلمان بود.